# Vicente Valderrama
Vicente Valderrama y Mariño (f. 1866) fue un pintor español.

## Biografía
Natural de Santiago de Compostela, estudió en Madrid, donde, según Ossorio y Bernard, «se distinguió, como igualmente en las numerosas y excelentes copias que hizo de casi todos los grandes maestros». Varias copias suyas al óleo fueron premiadas en la Exposición de Galicia de 1858 con una medalla de cobre. Fue autor de muchos retratos que fueron a parar a familias particulares, así como de un cuadro de composición en el que representó La Alameda de Santiago y en el que se ven las personas más conocidas de la población. Falleció en 1866.